# Ярський район
Я́рський район (рос. Ярский район, удм. Яр ёрос) — муніципальний округ у складі Удмуртської Республіки Російської Федерації. Адміністративний центр — селище Яр. Округ має невелике господарче значення, оскільки на його території не розташовано великих промислових підприємств і він є переважно сільськогосподарським. Історична ж роль значна, бо саме звідси почалась християнізація всієї Удмуртії.

## Географія

### Географічне положення і рельєф
Округ розташований на крайньому північному заході республіки. Його площа становить 1 524,3 км² і з цим показником він посідає 16-е місце серед усіх округів (їх 25) Удмуртії. Він межує із Кіровською областю — на заході з Фальонським, на півночі із Омутнінським районами; та з іншими районами Удмуртії — Глазовським на сході і Юкаменським на півдні.
Округ є достатньо компактним, його довжина, а це протяжність з півночі на південь, становить 53 км. Ширина ж, протяжність із заходу на схід, при цьому становить 41 км.
Ярський район розташований на сході Східноєвропейської рівнини, в Передураллі. Долина річки Чепца умовно розділяє округ на північну правобережну та південну лівобережну частини. При цьому правий берег знаходиться в межах Верхньокамської височини, а лівий — в межах Красногорської височини. На півночі округу знаходяться також витоки річки Вятка, яка є головною для Чепци, та її притоки Омутної. На правому березі, на вододілі Чепци та Вятки, знаходиться і найвища точка округу — 287 м.
Лівобережжя розташоване в межах Красногорської височини, яка дещо поступається висотою Верхньокамській. Максимальна висота на півдні становить 238 м, що на 60 м більше за середній показник по району. Височина дуже розчленована балками та ярами, порізана долинами річок — лівих приток Чепци.

### Природа

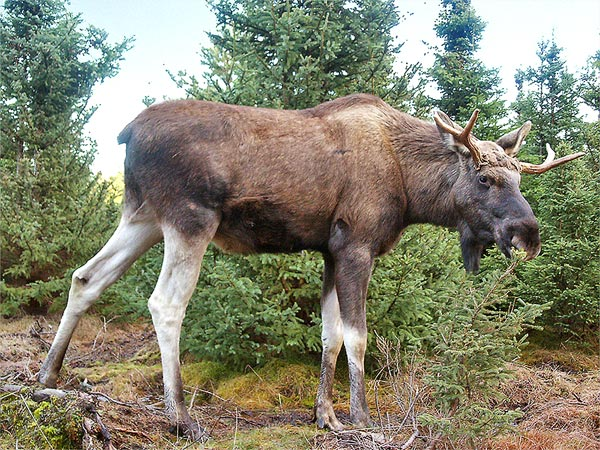
Лось — типовий представник тайги

Майже всю площу округу займають дерново-підзолисті ґрунти. Більше 40 % ріллі має кислотну реакцію (з pH>=5,5), що негативно впливає на врожайність сільськогосподарських культур. Рослинність багата та різноманітна, нараховує близько 1500 сучасних видів.
Головним зональним типом рослинності є тайга, а саме підзона південної тайги. Майже половина території округу займають ліси, головними лісоутворюючими видами яких є ялина, сосна, береза, осика, смерека та липа.
Тваринний світ Ярського району типовий для лісової зони, серед них понад 40 видів ссавців, в тому числі лось, ведмідь бурий, вивірка лісова, заєць сірий, свиня дика, горностай, вовк та інші.

### Гідрографія
Майже вся територія Ярського району лежить в басейні річки Чепци, яка протікає із південного сходу на північний захід і поділяє округ на дві частини. Річка досить широка, повноводна, місцями звивиста. В межах округу приймає багато приток, більшість з яких дрібні і мають довжину до 20 км. Серед найбільших виділяються праві Пудем та Тум, ліві Лекма та Сада. Більшість річок невеликі, звивисті в своїх нижніх течіях, влітку їхні верхів'я пересихають.

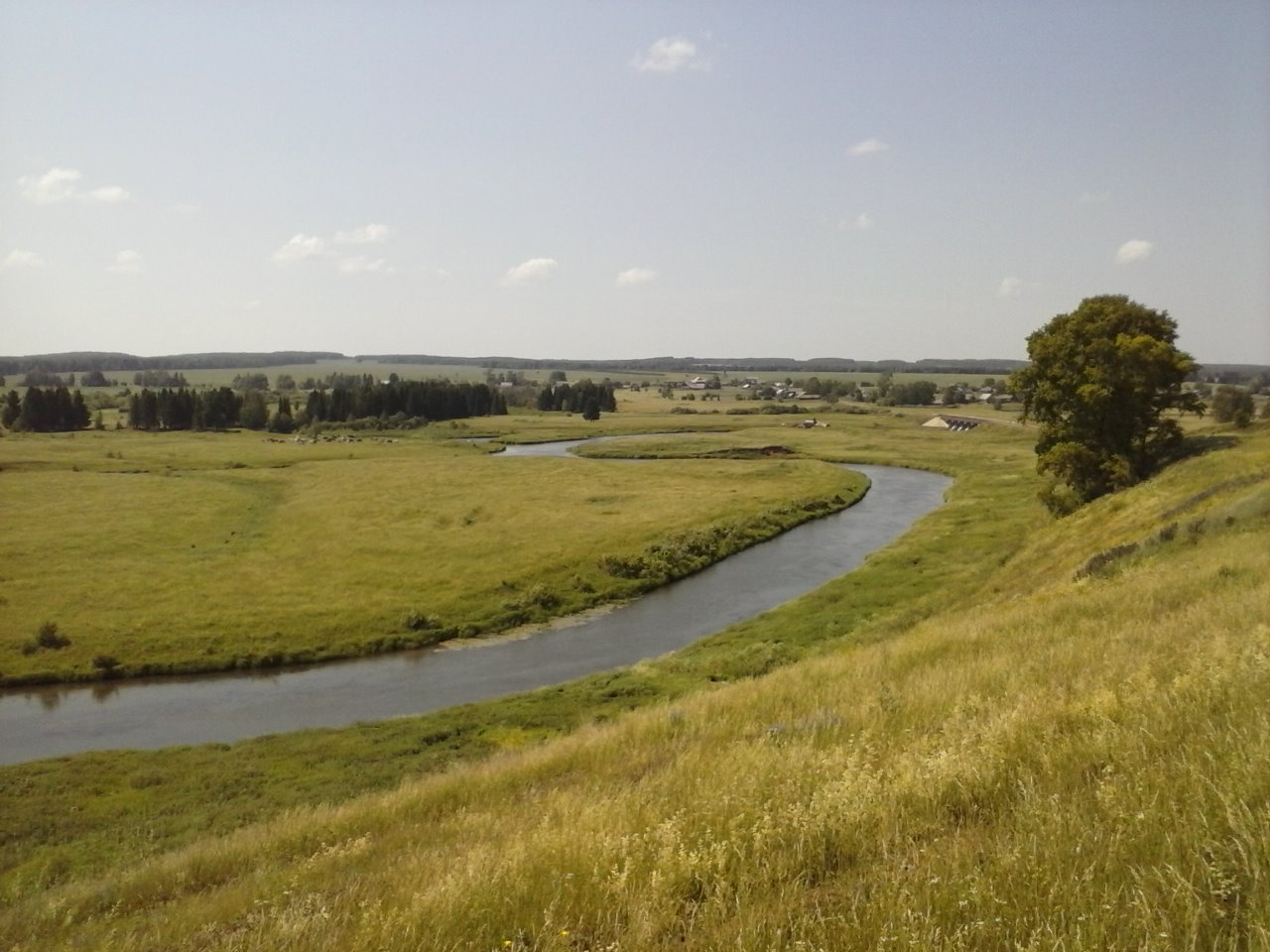
Річка Лекма

Північний край округу розташований безпосередньо в басейні річки Вятка та її лівої притоки Омутної. Біля колишнього присілку Перелом, біля залізниці Яр-Верхньокамська розташований витік річки Вятка, найбільшої притоки Ками. Її верхня течія направляється на північний схід в бік Кіровської області. Річки цього басейну прямі, мало звивисті, мають височинний характер, влітку не пересихають.
По заплаві річки Чепци знаходяться великі простори торф'яних боліт (наприклад Тумське та Дзякінське болото), а також велика кількість заплавних озер. Більшість з них утворились під час відокремлення від річища стариць — Дике, Костромка. Окрім цього на річках створені й створюються ставки. Так, на річці Сівашур 2005 року було створено 2 невеликі водойми площею 1,5 та 0,75 га.

## Історія
Територія округу була заселена людьми ще з давніх часів. Про це свідчать археологічні розкопки, проведені в середині та кінці XX століття. Завдяки археологам стало відомо про існування Чепецької культури, що розвинулась на півночі Удмуртії в IX–XV століттях на основі ще давнішої Поломської культури. Доказами цього є розкопані городища — Кушманське (Учкакар; IX—XIII століття), Комаровське (Чибінькар) та Уканське (Поркар; VI—IX століття).

Глазовський повіт (1923). Територія округу — Єловська, Пудемська, Юрська, Нижньоуканська волості.

В XIII столітті Чепецька культура починає занепадати і повністю зникла в XV столітті. Це трапилось, ймовірно, через вплив монголо-татарських народів. В XVII столітті, на зміну давнім культурам, сюди прийшли удмурти.
Історики вважають, що в XVII столітті територія округу стала центром поширення православної віри в усій Удмуртії. У XVIII столітті проповідницьку справу в краї очолив священик Феодор Івшин — настоятель храму в селі Єлово. Він один із перших, хто впроваджував удмуртську мову в православне богослужіння. Згодом його справу продовжили священики Мішкіни, автори нових перекладів удмуртською мовою православної літератури.
За часів Російської імперії територія округу знаходилась в межах Глазовського повіту спочатку Казанської, а пізніше і Вятської губернії.
Після того, як згідно з новою адміністративною реформою СРСР, повіти ліквідовувались, то губернії та області стали поділятись на райони. Так був утворений і Ярський район Вотської (пізніше Удмуртської) автономної області Нижньогородського краю — 15 липня 1929 року з 19 сільрад та 175 населених пунктів Уканської, Єловської і Пудемської волостей.
Спочатку адміністративним центром району було село Укан, але з 4 лютого 1932 року ним стало нове селище Яр, що утворилось при залізничній станції. З 1934 року район став складовою частиною новоствореної Удмуртської АРСР. 23 січня 1935 року з Ярського району було виділено Пудемський район, проте 23 листопада 1956 року він був ліквідований. З 11 вересня 1938 року селищу Яр було надано статус селища міського типу. 18 вересня 1957 року був офіційно встановлений кордон з Глазовським районом — по лісах державного значення Верхньовятського та Глазовського лісництва.
З 5 березня 1963 року Ярський район був ліквідований і переданий до складу Глазовського району. При цьому селища Яр та Пудем були передані в підпорядкування Глазовської міськради. З 2 березня 1964 року Ярський сільський район був відновлений у своїх старих межах, а з 12 січня 1965 року став називатись просто Ярським. Станом на 1996 рік район поділявся на 9 сільрад (Бачумовська, Ворцинська, Дізьмінська, Єловська, Зюїнська, Казаковська, Нікольська, Уканська, Юрська) та 2 селищні ради (Пудемська, Ярська).

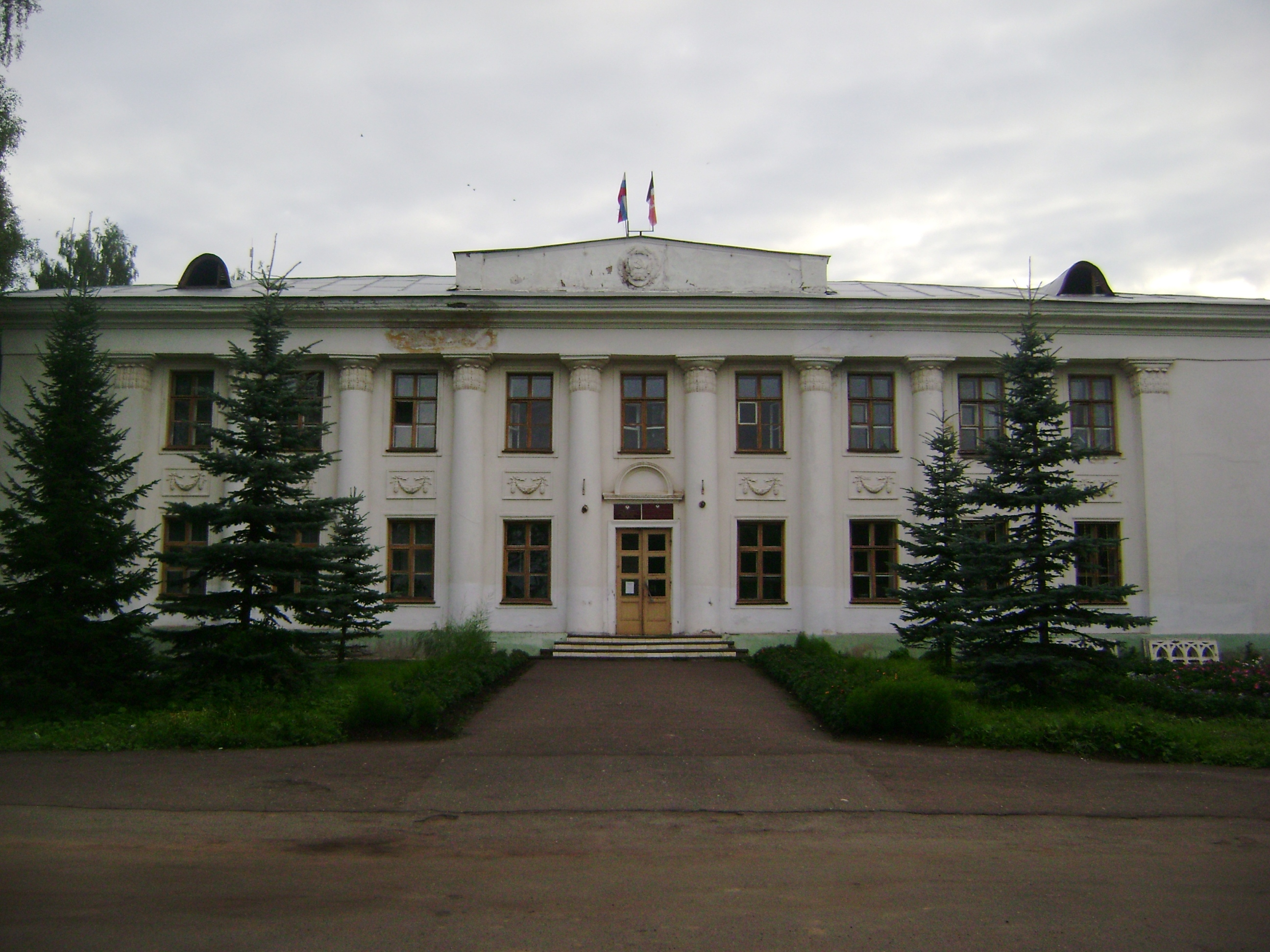
Будівля районної ради

2004 року район отримав статус муніципального, селищна та сільські ради були перетворені відповідно в 2 міських та 8 сільських поселень. 2005 року, коли селище Пудем, та 2010 року, коли селище Яр втратили міський статус, міські поселення були перетворені в сільські. 2021 року район перетворено в муніципальний округ зі збереженням старої назви, при цьому ліквідовувались усі сільські поселення:
| Поселення                       | Площа, км² | Населення, осіб (2002) | Населення, осіб (2010) | Населення, осіб (2019) | Центр    | Населені пункти |
| ------------------------------- | ---------- | ---------------------- | ---------------------- | ---------------------- | -------- | --------------- |
| Бармашурське сільське поселення | 61,90      | 1056                   | 913                    | 676                    | Бармашур | 5               |
| Бачумовське сільське поселення  | 132,12     | 948                    | 737                    | 587                    | Бачумово | 13              |
| Ворцинське сільське поселення   | 182,92     | 1007                   | 587                    | 368                    | Ворца    | 7               |
| Дізьмінське сільське поселення  | 112,21     | 2030                   | 1804                   | 1611                   | Дізьміно | 7               |
| Єловське сільське поселення     | 211,05     | 972                    | 650                    | 429                    | Єлово    | 8               |
| Зюїнське сільське поселення     | 156,24     | 461                    | 285                    | 141                    | Зюїно    | 4               |
| Козаковське сільське поселення  | 187,19     | 766                    | 471                    | 300                    | Тум      | 5               |
| Пудемське сільське поселення    | 114,92     | 2510                   | 2025                   | 1661                   | Пудем    | 6               |
| Уканське сільське поселення     | 347,86     | 1927                   | 1218                   | 908                    | Укан     | 12              |
| Ярське сільське поселення       | 17,86      | 7189                   | 6596                   | 6327                   | Яр       | 1               |

## Населення
Населення округу становить 13008 осіб (2019; 13958 у 2015, 14935 в 2012, 15286 в 2010, 17 984 в 2009, 18 048 в 2008, 18 155 в 2007, 18 880 в 2004, 18 870 в 2002, 19 500 в 2001, 19 900 в 2000, 20 574 в 1995, 20 763 в 1989, 20 673 в 1985, 21 076 в 1983, 21 297 в 1981, 22 162 в 1979, 22 720 в 1977). За переписом 2002 року в районі проживає 28 національностей, Ярський район один із 16 адміністративних районів Удмуртської Республіки, де удмурти складають більшість населення:
| Народ         | Кількість | Народ   | Кількість | Народ         | Кількість |
| ------------- | --------- | ------- | --------- | ------------- | --------- |
| удмурти       | 11 712    | грузини | 16        | німці         | 3         |
| росіяни       | 6 162     | марійці | 15        | комі-перм'яки | 2         |
| бесерм'яни    | 347       | чуваші  | 13        | поляки        | 2         |
| татари        | 279       | цигани  | 10        | гагаузи       | 2         |
| вірмени       | 103       | аварці  | 10        | казахи        | 2         |
| українці      | 70        | башкири | 8         | американці    | 2         |
| чеченці       | 30        | узбеки  | 8         | інгуші        | 1         |
| азербайджанці | 19        | мордва  | 7         | тувинці       | 1         |
| білоруси      | 18        | комі    | 4         | -             | -         |
| таджики       | 17        | румуни  | 4         | -             | -         |

Серед всього населення люди, які мають право голосування, становлять 80,4 %, з них молоді понад 5 тисяч та пенсіонерів понад 3 тисячі.
Населення розміщується по округу рівномірно, найменш заселеними є північні та південно-західні території. Найбільш заселеними є центральна частина та узбережжя річки Чепца.

## Населені пункти
Нижче подано список населених пунктів округу:
| №  | Населений пункт             | Населення, осіб (2002) | Населення, осіб (2010) |
| -- | --------------------------- | ---------------------- | ---------------------- |
| 1  | Азьманово, присілок         | 26                     | 19                     |
| 2  | Байдаліно, присілок         | 196                    | 157                    |
| 3  | Бармашур, присілок          | 517                    | 500                    |
| 4  | Бачумово, присілок          | 386                    | 319                    |
| 5  | Баяран, присілок            | 140                    | 92                     |
| 6  | Бердиші, присілок           | 37                     | 2                      |
| 7  | Бозіно, присілок            | 105                    | 77                     |
| 8  | Васепієво, присілок         | 111                    | 55                     |
| -  | Великий Апевай, присілок    | 0                      | -                      |
| 9  | Володино, присілок          | 7                      | 0                      |
| 10 | Ворца, присілок             | 488                    | 369                    |
| 11 | Дзякіно, присілок           | 55                     | 21                     |
| 12 | Дізьміно, село              | 1562                   | 1411                   |
| -  | Дома 23 км, без статусу     | 0                      | -                      |
| 13 | Дома 1109 км, без статусу   | 19                     | 4                      |
| 14 | Дома 1113 км, без статусу   | 8                      | 12                     |
| 15 | Дома 1116 км, без статусу   | 9                      | 6                      |
| 16 | Дома 1120 км, без статусу   | 6                      | 10                     |
| 17 | Дома 1124 км, без статусу   | 9                      | 8                      |
| 18 | Дома 1128 км, без статусу   | 2                      | 0                      |
| 19 | Дома 1129 км, без статусу   | 5                      | 0                      |
| 20 | Дома 1130 км, без статусу   | 10                     | 6                      |
| -  | Дома 1132 км, без статусу   | 0                      | -                      |
| 21 | Дусиково, присілок          | 71                     | 11                     |
| 22 | Єлово, село                 | 351                    | 267                    |
| 23 | Зюїно, присілок             | 353                    | 239                    |
| 24 | Зянкіно, присілок           | 151                    | 87                     |
| -  | Каравай, присілок           | 0                      | -                      |
| -  | Кесшур, присілок            | 0                      | -                      |
| 25 | Кичино, присілок            | 117                    | 126                    |
| -  | Кичинський, починок         | 3                      | -                      |
| 26 | Козаково, присілок          | 57                     | 5                      |
| 27 | Костромка, присілок         | 114                    | 90                     |
| 28 | Кузьмино, присілок          | 159                    | 111                    |
| 29 | Лековай, присілок           | 91                     | 53                     |
| 30 | Логошур, присілок           | 55                     | 19                     |
| 31 | Луза, присілок              | 68                     | 19                     |
| 32 | Лумпа, присілок             | 17                     | 4                      |
| 33 | Мале Малагово, присілок     | 52                     | 29                     |
| 34 | Меметово, присілок          | 86                     | 44                     |
| 35 | Мосеєво, присілок           | 203                    | 209                    |
| 36 | Нижній Укан, присілок       | 214                    | 175                    |
| 37 | Нижня Сада, присілок        | 39                     | 16                     |
| 38 | Нижня Чура, присілок        | 72                     | 34                     |
| 39 | Нікольське, село            | 341                    | 252                    |
| 40 | Новий Путь, село            | 44                     | 20                     |
| -  | Новолекомський, починок     | 0                      | -                      |
| 41 | Озерки, присілок            | 321                    | 212                    |
| 42 | Орловський, починок         | 2                      | 0                      |
| -  | Перелом, селище             | 0                      | -                      |
| 43 | Пудем, село                 | 2304                   | 1920                   |
| 44 | Пудемський, селище          | 27                     | 13                     |
| 45 | Сада, село                  | 35                     | 17                     |
| -  | Сизово, присілок            | 0                      | -                      |
| 46 | Сосновка, присілок          | 28                     | 14                     |
| 47 | Тарасово, присілок          | 17                     | 4                      |
| 48 | Тимпал, присілок            | 21                     | 4                      |
| 49 | Тум, присілок               | 194                    | 138                    |
| 50 | Тупалуд, присілок           | 92                     | 45                     |
| 51 | Тюрики, присілок            | 2                      | 0                      |
| 52 | Удино, присілок             | 40                     | 12                     |
| 53 | Удмурт-Сада, присілок       | 63                     | 26                     |
| 54 | Укан, село                  | 453                    | 359                    |
| 55 | Усть-Лекма, присілок        | 123                    | 72                     |
| 56 | Феоктистово, присілок       | 20                     | 0                      |
| 57 | Цип'я, присілок             | 35                     | 10                     |
| 58 | Чабирово, присілок          | 63                     | 24                     |
| 59 | Чарланово, присілок         | 42                     | 21                     |
| 60 | Черкадці, присілок          | 104                    | 32                     |
| 61 | Шестоперово, присілок       | 94                     | 56                     |
| 62 | Шобоково, присілок          | 34                     | 30                     |
| -  | Шулегово, присілок          | 0                      | -                      |
| 63 | Юберки, присілок            | 54                     | 14                     |
| 64 | Юдчино, присілок            | 320                    | 301                    |
| 65 | Юр, присілок                | 421                    | 209                    |
| 66 | Яр, селище                  | 7202                   | 6596                   |
| 67 | Яр, присілок                | 175                    | 115                    |
| 68 | Ярський Льнозавод, присілок | 238                    | 164                    |

## Господарство
Округ є сільськогосподарським, аграрний комплекс представлений 10 сільськогосподарськими підприємствами: «Нікольське», «Союз», «Мир», «Єлово», «Прогрес», «Нове життя», «Колос», «Озерки-плюс», «Лекма» та «Вятка». Більшість з них займаються тваринництвом, оскільки значні території округу є непридатними до ведення рослинництва (обробляється лише 36 411 га). Лісовим господарством займається Ярське лісництво, яке було об'єднано 2007 року з сільських лісгоспів, і має площу лісів 62 024 га.
Промисловість округу представлена 6 підприємствами: Пудем — ТОВ «ПМЗ-ресурс» (виробництво алюмінієвих виробів, заснований 1759 року), ТОВ «Пудемський завод» (виробництво металевих виробів), ССК «Ярський» (деревообробка); Дізьміно — ТОВ «Лісозавод Арта» (лісозаготівля та деревообробка); Яр — ТОВ «Харві-Яр» (лісозаготівля та деревообробка), ТОВ «Навікар» (виробництво залізобетонних виробів); Ярський Льнозавод — ТОВ «Ярський льнозавод», філіал АПП «Розвиток» (вирощування льону).
Через округ проходить залізниця Москва-Владивосток. На ній розташовано станція Яр та платформи Сада, Бачумово, Дізьміно і Балишур. Від селища Яр починається залізниця Яр-Верхньокамська. На ній знаходяться платформи Пудем, Пудемський, 23 км та Перелом. Транзитні автомагістралі через округ не проходять. Серед місцевих доріг найбільше значення мають шляхи Глазов-Яр-Пудем з об'їзною навколо окружного центру (збудована у 1980-их роках), Глазов-Пудем (по правому берегу Чепци). Також збудовані асфальтні дороги Яр-Укан-Юр з гілками на Нікольське та Ворцу, Яр-Зюїно з гілкою на Бачумово, Пудем-Сосновка (через Єлово) з гілкою на Кузьмино, Пудем-Лековай та Дізьміно-Тум.

## Соціальна сфера
Культура округу представлена Ярським історико-краєзнавчим музеєм, який заснований 1998 року. Також, на території Ярського району містяться численні пам'ятки історії та архітектури. До перших слід віднести городища Чепецької культури — Кушманське, Комаровське та Уканське. До архітектурних пам'яток відносяться численні церкви, збудовані в XVIII–XIX століттях зодчими та архітекторами в стилі вятського бароко. Серед них Свято-Троїцька церква в селі Єлово (1795; архітектор Філімон Росляков), Спаська церква в селі Укан (1804—1807), Вознесенська церква в селі Сада (1823—1829).

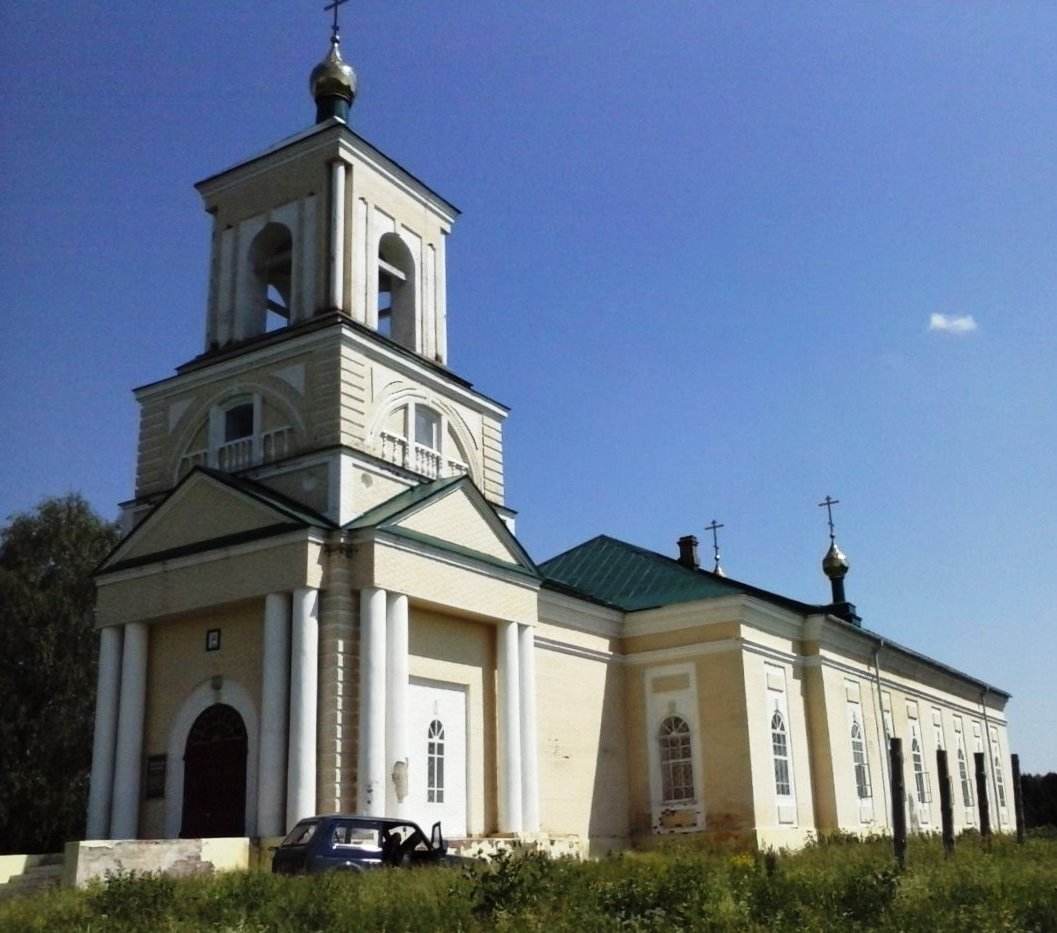
Спаська церква (Укан)

В окрузі діють декілька самодіяльних колективів — хореографічний ансамбль «Веснушки» (школа мистецтв в селищі Яр), вокальний ансамбль «Заряниця» (Укан), фольклорний ансамбль «Ібирвесь» та хор російської пісні «Надія» (КДЦ «Ювілейний» в селищі Яр). Також діють будинки культури та сільські клуби, відкрито центри удмуртської «Ошмес син» (БК в Озерки) та бесерм'янської культури (Ворца), проводяться конкурс естрадної пісні «Пісенний вернісаж», літературні вечори, присвячені Флору Васильєву. 2006 року округ відвідав американський співак Патрік Хейзел з ціллю ознайомлення з удмуртської культурою. В окрузі з 2005 року існує місцеве радіо. В селищі Яр діє кінотеатр «Жовтень».
Ярські спортсмени завжди беруть участь у спортивних заходах республіканського рівня. Округ має юнацьку команду з футболу серед аматорів, дворазового чемпіона республіки. При селищному ДЮСШ регулярно проводяться спартакіади серед молоді, 2006 року в окрузі проходили республіканські змагання з лижних перегонів.

Флор Іванович Васильєв

Ярський район має розгалужену мережу освітніх закладів. По великим населеним пунктам знаходяться школи (15) та дитячі садки (12), в окружному центрі містяться 2 школи, 2 дитячих садочки, школа-інтернат, школа мистецтв, ПТУ та ДЮСШ. Серед громадських організацій в Ярському районі діють «Молода гвардія», «Моє село», «За громадянське право», «Союз жінок Ярського району», Товариство бесерм'янського народу. Медицина представлена окружною лікарнею та 24 фельдшерсько-акушерськими пунктами, окрім цього діє мережа ветеринарних пунктів. Є також будинок пристарілих.

## Відомі люди
На території округу народились:
- Васильєв Флор Іванович — удмуртський поет
- Федотов Михайло Іванович — бесерм'янський поет
- Баришников Степан Павлович — радянський комуністичний діяч, перший секретар Удмуртського обкому ВКП(б)
- Павлов Артемій Юхимович — радянський комуністичний діяч, голова Верховної Ради Удмуртської АРСР